# Sophie Adlersparre (Malerin)

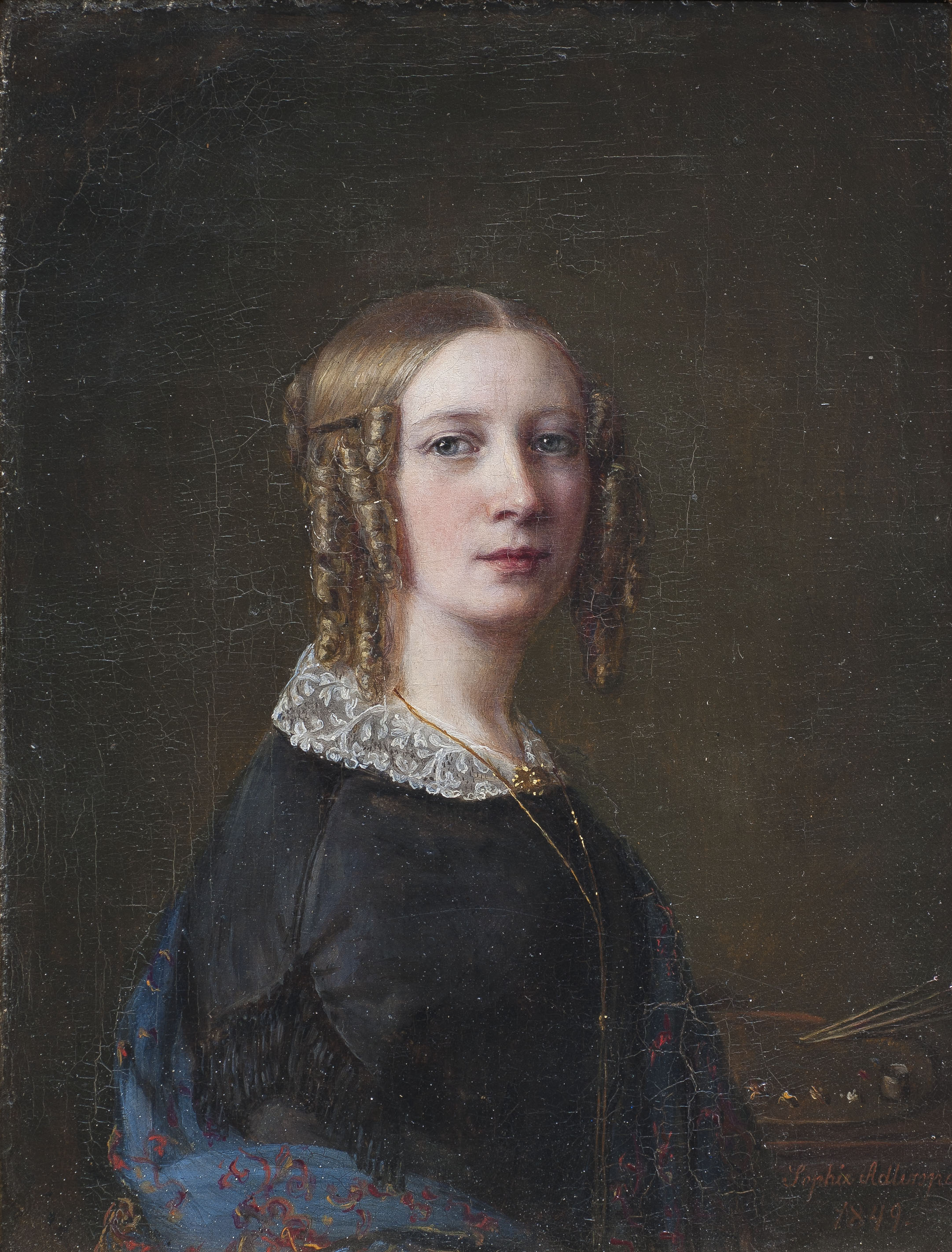
Sofia Adlersparre (Selbstporträt von 1839)

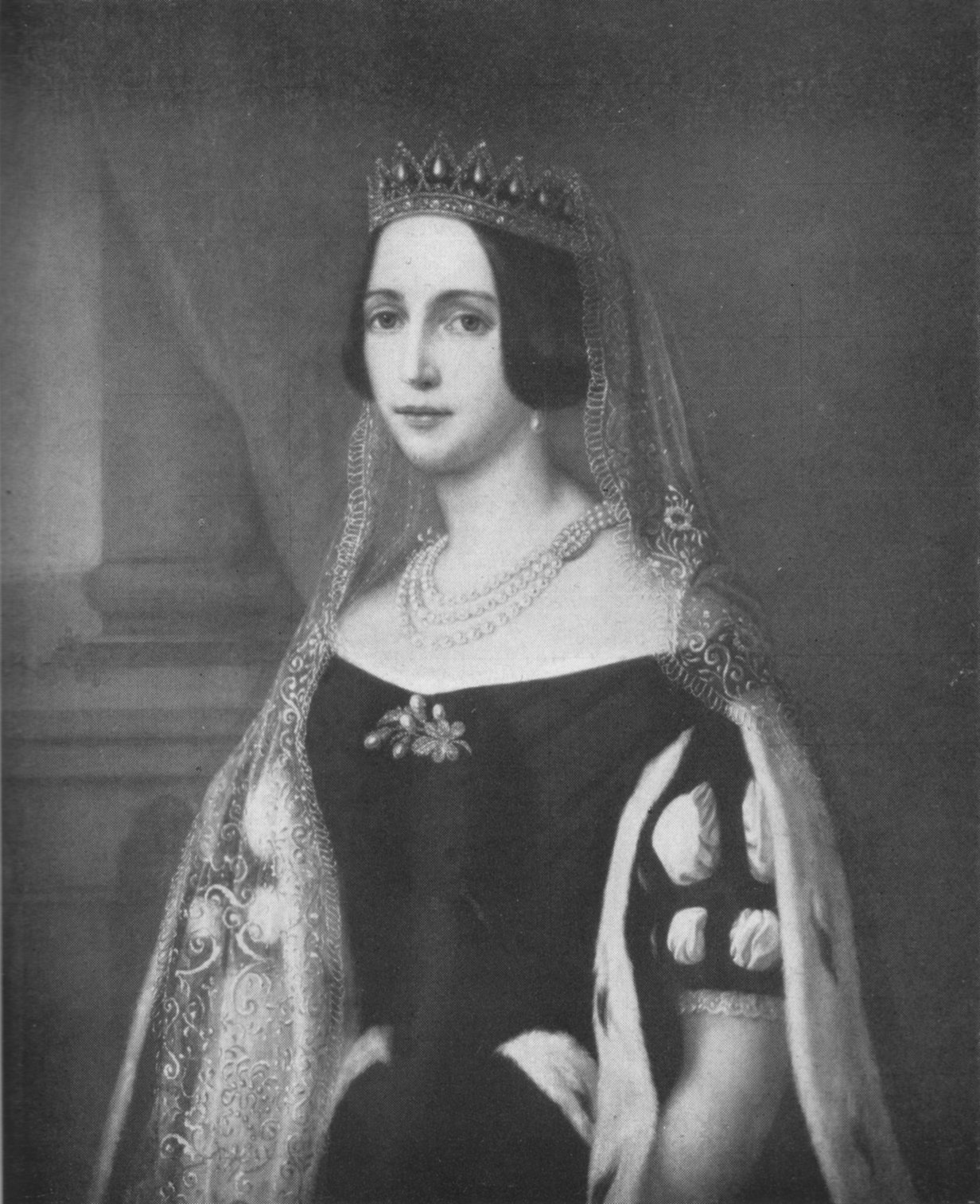
Kronprinzessin Joséphine, Porträt von Sophie Adlersparre

Sophie Adolphine Adlersparre (* 6. März 1808 in Räpplinge, Öland; † 23. März 1862 in Stockholm) war eine schwedische Malerin.

## Leben und Wirken
Sophie war Tochter des Provinzvorstehers (Landshövding) Axel Adlersparre (29. Juni 1763 bis 16. September 1838) der Insel Öland und dessen Frau Carolina Ottiliana von Arbin. Nachdem der Maler C. F. Pedersen vor der Insel Schiffbruch erlitten hatte, erhielt sie von ihm Zeichenunterricht. Nach dem Umzug der Familie 1830 nach Stockholm schulte sie sich bei Carl Gustaf Qvarnström, Johan Gustaf Sandberg und Olof Johan Södermark. Kronprinzessin Joséphine (die spätere Königin von Schweden) bestellte ein Porträt bei ihr und vermittelte Kontakte.
Auf einer Ausstellung der Stockholmer Kunstakademie 1836 wurden zwei ihrer Frauenporträts ausgestellt und im Jahr 1838 ein Gemälde, das zwei Bäuerinnen zeigte. Von 1839 bis 1840 studierte Sophie Adlersparre bei Léon Cogniet in Paris und traf dort mit Carl Wahlbom und Per Wickenberg zusammen. Wieder in Stockholm richtete sie eine eigene Zeichenschule ein. 1845 finanzierte ihr die nunmehrige Königin Joséphine eine weitere Studienreise nach Paris. Zwischen 1845 und 1846 studierte Sophie Adlersparre in Dresden, wo sie von Johan Christian Clausen Dahl und Caspar David Friedrich inspiriert wurde. Weitere Studienreisen führten sie nach München, Florenz, Bologna und Rom. In Rom gehörte sie zur schwedischen Künstlerkolonie und hatte Kontakt zur deutschen Gruppe der Nazarener unter Friedrich Overbeck. Sie trat zum Katholizismus über und gestaltete ein Porträt von Papst Pius IX.
Sie kopierte Bilder, um ihre Reisen zu finanzieren und fertigte unter anderem Porträts, Bildnisse von Kindergruppen oder Blumenbilder.